# Stethynium funiculatum
Stethynium funiculatum är en stekelart som beskrevs av Girault 1938. Stethynium funiculatum ingår i släktet Stethynium och familjen dvärgsteklar. Inga underarter finns listade i Catalogue of Life.